# Anna-Carin Ahlquist
Anna-Carin Ahlquist (5 de junio de 1972) es una jugadora sueca de tenis de mesa en silla de ruedas y campeona paralímpica. Ahlquist representó a Suecia en los Juegos Paralímpicos de Pekín 2008, Juegos Paralímpicos de Londres 2012, Juegos Paralímpicos de Río de Janeiro 2016, y Juegos Paralímpicos de Tokio 2020.
Ganó una medalla de oro en individual y una medalla de plata en equipo en los Juegos Paralímpicos de Verano de 2012. También ganó una medalla de bronce en individual en los Juegos Paralímpicos de Río de Janeiro 2016 detrás de la doble medallista de oro Xue Juan y Li Qian.
Ganó una medalla de plata en Team C4–5, en los Juegos Paralímpicos de Tokio 2020.